# Qucs
Qucs (Quite Universal Circuit Simulator) ist ein in der Entwicklung befindliches plattformunabhängiges Open-Source-Programm zur Schaltungssimulation.
Qucs unterstützt analoge und digitale Bauteile und kann mit SPICE-Bauteilen umgehen. Es versteht VHDL und Verilog.
Die grafische Benutzeroberfläche basiert auf Qt 3 und 4.
Die aktuelle stabile Version ist aus dem Jahr 2017.